# مارتن باتلر
مارتن باتلر (بالإنجليزية: Martin Butler)‏ (3 مارس 1966 في المملكة المتحدة - ) هو لاعب كرة قدم بريطاني في مركز الهجوم. لعب مع سكونثورب يونايتد وماكليسفيلد تاون ونادي إكزتر سيتي ونادي كارلايل يونايتد ونادي يورك سيتي ونادي سكاربورو وNorth Ferriby United A.F.C. ‏ ونادي ألدرشوت ونادي جيزيلي ‏.